# Nikephoros III Botaneiates
Nikephoros III Botaneiates (Grieks: Νικηφόρος Βοτανειάτης; ca. 1002 - Constantinopel, 10 december 1081) was keizer van het Byzantijnse Rijk van 1078 tot 1081.

## Biografie

### Vroege jaren
Nikephoros Botaneiates werd omstreeks het jaar 1002 geboren in een familie die beweerde af te stammen van de oude keizerlijke familie Phocas. Hij diende vanaf keizer Constantijn IX in het leger als generaal. Ook speelde hij een rol in de opstand die keizer Isaak I aan de macht bracht in 1057 en vocht hij in dat jaar mee in de Slag bij Petroe. Hij raakte uit de gratie waardoor hij niet meevocht in de slag bij Manzikert en ging hij tijdelijk met pensioen. Keizer Michaël VII Doukas benoemde hem tot strategos van de Anatolische thema. In 1078 kwam het leger in opstand tegen het bewind van Michaël VII en zijn minister Nikephoritzes. Het Anatolische leger riep hierop Nikephoros Botaneiates uit tot Basileus. Tegelijkertijd werd Nikephoros Bryennios door de westerse troepen uitgeroepen tot basileus.
Vanuit Thracië trok Bryennios op richting Constantinopel, maar hij jaagde de stadsbewoners tegen zich in het harnas door de voorsteden te plunderen. Hierdoor was hij gedwongen om zich terug te trekken naar Adrianopel voor de winter. Door de keuzes van Bryennios verschoof de voorkeur in Constantinopel ten faveure van Nikephoros Botaneiates die op dat moment in Nicea verbleef. In het voorjaar van 1078 werd hij in Constantinopel verwelkomd door Alexios Komnenos nadat keizer Michael VII de wijk had genomen.

### Keizerschap
Bij zijn troonsbestijging was Nikephoros III Botaneiates al in de zeventig en was hij een goed bedoelende, maar strompelende generaal. Hij stond bekend als een competent generaal, maar hij wist weinig van politiek en zijn strijd voor de keizerstroon had hem veel energie gekost. Tijdens zijn regering probeerde Nikephoros III om enigszins de orde in het Byzantijnse Rijk te herstellen. Hij stond het toe om de impopulaire Nikephoritzes dood te laten martelen en hij bood Nikephoros Bryennios de rang van caesar aan die Thracië controleerde. Ook schonk hij de titel van hertog van Antiochië aan Philaretos Brachamios die Cilicië controleerde. Philaretos nam dankbaar de titel aan, maar Nikephoros Bryennios weigerde hem. Daarom stuurde hij Alexios Komnenos er met een leger op uit om Bryennios te verslaan. Alexios wist hem te verslaan, gevangen te nemen en te blinderen.
Nadat de opstand van Bryennios was neergeslagen kwam de dux van Dyrrhachium, Nikephoros Basilacius, tegen Nikephoros III in opstand. Ook deze opstand wist Alexios Komnenos neer te slaan en nadat hij ook de Petsjenegen in Thracië had was er nog maar een keizer over. In 1079 werd Constantius Doukas, de broer van Michaël VII, uitgeroepen tot keizer door zijn troepen bij Chrysopolis. Ondanks dat zijn opstand mislukte maakte het Nikephoros III duidelijk dat hij zijn banden moest versterken met de Doukai. Hij koos ervoor om in het huwelijk te treden met Maria van Alanië, de vrouw van Michaël VII die in het klooster was getreden. Het zou echter geen gelukkig huwelijk zijn. Dit huwelijk choqueerde onder meer patriarch Cosmas I.
Nikephoros III was niet instaat om de financiën van het rijk weer op orde te krijgen noch wist hij de Turken terug te drijven. Tijdens zijn regering ging onder andere Theodosiopolis in Armenië verloren. In 1080 kwam ook Nikephoros Melissenos, een verwant van Alexios Komnenos, in opstand tegen de keizer en met behulp van de Turken enkele plaatsen wist in te nemen. Nikephoros III probeerde Alexios Komnenos erop af te sturen, maar deze weigerde tegen zijn verwant te vechten. In 1081 verkoos Nikephoros III zijn neef Nikephoros Synadenos tot zijn opvolger. Met deze keuze vervreemde hij zowel de Doukai als de Komnenen van hem waarop Alexios een staatsgreep begon te beramen. Tegelijkertijd met Alexios trok ook Nikephoros Melissenos richting Constantinopel op. Hierdoor was Nikephoros III genoodzaakt om te abdiceren ten faveure van Alexios en trad hij het klooster in.